# Bărzija (vattendrag)
Bărzija (bulgariska: Бързия) är ett vattendrag i Bulgarien.   Det ligger i regionen Montana, i den västra delen av landet, 80 km norr om huvudstaden Sofia.